# Кињачка
Кињачка је насељено место у општини Суња, у Банији, Сисачко-мославачка жупанија, Република Хрватска.

## Историја
Насеље је до распада Југославије било у саставу некадашње општине Сисак. Кињачка се од распада Југославије до августа 1995. године налазила у Републици Српској Крајини.

## Становништво
На попису становништва 2011. године, Кињачка је имала 213 становника.

## Попис 1991.
На попису становништва 1991. године, насељено место Кињачка је имало 383 становника, следећег националног састава:
| Попис 1991.‍  | Попис 1991.‍  | Попис 1991.‍ | Попис 1991.‍ | Попис 1991.‍ |
| ------------ | ------------ | ----------- | ----------- | ----------- |
|              |              |             |             |             |
| Срби         | Срби         |             | 346         | 90,33%      |
| Југословени  | Југословени  |             | 21          | 5,48%       |
| Хрвати       | Хрвати       |             | 8           | 2,08%       |
| Муслимани    | Муслимани    |             | 1           | 0,26%       |
| Украјинци    | Украјинци    |             | 1           | 0,26%       |
| неопредељени | неопредељени |             | 6           | 1,56%       |
| укупно: 383  |              |             |             |             |